# ビコーズ (ビートルズの曲)
「ビコーズ」（Because）は、ビートルズの楽曲である。1969年9月に発売された11作目のイギリス盤公式オリジナル・アルバム『アビイ・ロード』に収録された。レノン＝マッカートニー名義となっているが、ジョン・レノンによって書かれた楽曲。レノン、ポール・マッカートニー、ジョージ・ハリスンの3人のハーモニー・ボーカルを主体とした楽曲で、同じパートを3回歌うことで、9声コーラスに仕上げている。

## 背景・曲の構成
「ビコーズ」は、プロデューサーのジョージ・マーティンが演奏するエレクトリック・ハープシコードのイントロに始まり、レノンによるレスリー・スピーカーを通したギターが入った後、三声のボーカルとポール・マッカートニーのベースが重なる。中間部のホルン風の音は、ジョージ・ハリスンが演奏するモーグ・シンセサイザーによるもの。
楽曲について、レノンは「ちょうど『ビコーズ』を書いていたときに、たまたまヨーコがクラシックの曲を弾いていたから、『逆向きに弾いてみてくれないか』と頼んだ。そのコードを逆向きに教えてくれといって、それに乗せて曲を書いた。ベートーヴェンだか知らないけど」と語り、そこでオノが自身が演奏した楽曲が「月光ソナタ」であることを明かした。
イントロのエレクトリック・ハープシコードは、「月光ソナタ」と同じC♯マイナーで演奏されていて、このアレンジはベートーヴェンの「交響曲第1番」のアルペジオに相当するもの。1969年のインタビューで、ハリスンは「大抵はポールが甘い曲を書いて、ジョンはもっと激しい曲とか、妙ちくりんなものを書いている。でも、『ビコーズ』は間違いなく、最高の美しい曲の一つ。もしかしたら『アビイ・ロード』の中で僕の一番のお気に入りかも知れない」と語っている。

## レコーディング
「ビコーズ」のレコーディングは、1969年8月1日にEMIレコーディング・スタジオのスタジオ2で開始された。バッキング・トラックのトラック1にマッカートニーのベース、トラック2にレノンのギター、トラック3にジョージ・マーティンが演奏するボールドウィン製のエレクトリック・ハープシコードが録音された。1987年にマーティンは、レコーディング時のことを「ジョンがギターで弾いた音を逐一エレクトリック・ハープシコードで再現した」と振り返っている。さらに全ての音を合わせる必要があったため、リンゴ・スターが手拍子を入れてタイミングを取った。このことについて「当時はドラムマシンがなかった。だからリンゴが私たちのドラムマシンだったというわけだ」と語っている。
23テイク録音された中で、完奏したのはテイク1、16、23の3テイクのみ。そのうちテイク16に対して、レノン、マッカートニー、ハリスンがハーモニー・ボーカルを加えた。4日に同じパートをさらに2回歌ったものをトラック6、7、8に録音し、9声のコーラスを作り出した。ハーモニーについて、レノンは「単純に『3度と5度に代わりになるものは？』と、ジョージ・マーティンに尋ねた。僕はそれしか知らなかったから。そしたら彼がピアノで弾いてくれたから、『それでいこう』となった」と語っている。なお、レノン、マッカートニー、ハリスンの3人が揃って歌ったのは、1965年に発売のシングル『涙の乗車券』のB面曲「イエス・イット・イズ」以来となる。
テイク18の録音後に、レノンはタンブーラの音を加えることを考えたが、最終的に見送られた。代わりにルーム43に設営されていたモーグ・シンセサイザーで電子音が作り出され、ケーブルを介してスタジオ2に送り込まれ、トラック2と4に録音された。モーグ・シンセサイザーは、ハリスンが演奏しており、8月5日にオーバー・ダビングされた。ここで、レノンのギターがトラック5にダビングされ、スターの手拍子が消去された。1969年9月に放送されたラジオ・ルクセンブルクで、レノンは「『ビコーズ』ではモーグがソロを取る。モーグはどんなスタイルでも、妙ちくりんな音も、ごくあっさりした音もなんでも弾ける楽器だ。トランペットの音も出せるし、とにかくこっちのお望み次第というわけ」と語っている。なお、EMIスタジオのエンジニアであるケン・タウンゼントは、「あのフレンチ・ホルンの音を出すだけで、ジャック・プラグやフィルターでいっぱいになったフライトケースが、まるまる1セット必要だった」と振り返っている。

## リリース
「ビコーズ」は、1969年9月26日に発売されたオリジナル・アルバム『アビイ・ロード』のB面2曲目に収録された。なお、本作は『アビイ・ロード』のB面を占めるメドレーの直前のトラックにあたる。同年11月7日に発売されたレノンとオノのアルバム『ウェディング・アルバム』には、3月末にアムステルダムのホテルでレコーディングされた音源が「アムステルダム1969」というタイトルで収録されている。曲が始まって22分ほどの箇所でオノが「ベッドをでないで、ベッド・ピースのために」と歌っているが、その歌にレノンが付けたアコースティック・ギターの伴奏は、のちに本作で使用されたコード進行の一部である。
1996年に発売された『ザ・ビートルズ・アンソロジー3』には、ハーモニー・ボーカルのみを抽出した音源が収録され、2006年に発売されたシルク・ドゥ・ソレイユのショー及びサウンドトラック盤『LOVE』には、ハーモニー・ボーカルに伴奏として鳥の鳴き声が加えられた音源が収録された。
2016年に公開された映画『ヴァレリアン 千の惑星の救世主』の予告編で使用され、映画の予告編にビートルズの楽曲が使用された初の例となった。
2019年に発売された『アビイ・ロード (スーパー・デラックス・エディション)』のCD2には、テイク1が収録されており、スターの手拍子が含まれている。

## クレジット
※出典
- ジョン・レノン - ハーモニー・ボーカル（中音）、ギター
- ポール・マッカートニー - ハーモニー・ボーカル（高音）、ベース
- ジョージ・ハリスン - ハーモニー・ボーカル（低音）、モーグ・シンセサイザー
- ジョージ・マーティン - エレクトリック・ハープシコード

## カバー・バージョン
- ジョン・ウィリアムス - 1971年に発売されたアルバム『Changes』に収録。
- ガロ - 1972年に発売されたアルバム『GARO2』に収録。
- ビージーズ feat. アリス・クーパー - 1978年に公開された映画『サージェント・ペパーズ・ロンリー・ハーツ・クラブ・バンド（英語版）』で演奏。同作のサウンドトラック盤にも収録された[12]。
- ペドロ・アスナール - 1982年に発売されたアルバム『Pedro Aznar』に収録[13]。
- ジョージ・マーティン - 1998年に発売されたアルバム『イン・マイ・ライフ』に収録。ヴァイオリンでヴァネッサ・メイが参加[14]。
- アル・ディ・メオラ - 2013年に発売されたアルバム『All Your Life: A Tribute to the Beatles Recorded at Abbey Road Studios, London』に収録[15]。